# Traci Harding
Traci Harding (* 28. August 1964 in Sydney) ist eine australische Romanautorin. Ihre Werke vereinigen Fantasy, Fakten, Geschichte und esoterische Ansichten.

## Werke
- The Ancient Future – eine Trilogie, bestehend aus:
  - The Ancient Future: The Dark Age (1996)
  - An Echo in Time: Atlantis (1997)
  - Masters of Reality: The Gathering (1998)
- The Alchemist's Key (1999)
- The Celestial Triad – eine Trilogie, bestehend aus:
  - Chronicle of Ages (2000)
  - Tablet of Destinies (2001)
  - Cosmic Logos (2002)
- Ghostwriting (2002) (Kurzgeschichten)
- The Book of Dreams (2003)
- The Mystique Trilogy, bestehend aus:
  - Gene of Isis (2005)
  - The Dragon Queens (voraussichtlich Mai 2006)
  - The Black Madonna (voraussichtlich Mai 2007)